# (35886) 1999 JG80
1999 JG80 (asteroide 35886) é um asteroide da cintura principal. Possui uma excentricidade de 0.13659710 e uma inclinação de 7.90270º.
Este asteroide foi descoberto no dia 12 de maio de 1999 por LINEAR em Socorro.